# Gerald D. Griffin
Gerald D. „Gerry” Griffin (n. 25 decembrie 1934, Athens⁠(d), Texas, SUA) este un inginer aeronautic și fost oficial al NASA, care a servit ca director de zbor în timpul Programului Apollo. A fost director la Lyndon B. Johnson Space Center, urmându-l pe Christopher C. Kraft Jr. în 1982.
Când Gerry avea 9 ani, familia s-a mutat în Fort Worth, Texas. La absolvirea universității Texas A&M University⁠(en)[traduceți] a fost selectat pentru funcția de ofițer în Forțele Aeriene ale Statelor Unite ale Americii. Și-a îndeplinit activ îndatoririle timp de 4 ani, inițial în training de zbor iar apoi zburând pe avioane de luptă. În 1960, Gerry a părăsit slujba din Forțele Aeriene pentru a-și începe cariera spațială ca inginer de sisteme/controlor de zbor la Centrul de Testare a Sateliților, USAF, în Sunnyvale, California.
În 1964, Gerry Griffin s-a alăturat Administrației Spațiale și Aeronautice Naționale (NASA) în Houston având funcția de controlor de zbor în centrul misiunii de control, specializat pe îndrumare, navigație și sistem de control pentru Programul Gemini. În 1968, a fost numit Director de Zbor al Misiunii de Control și a îndeplinit această funcție pentru toate misiunile pilotate ale Programului Apollo, inclusiv cele 9 misiuni către Lună, dintre care 6 aselenizări. Echipa „de aur” a lui Gerry a condus jumătate din aselenizările realizate în timpului Programului Apollo: Apollo 17, Apollo 16 și Apollo 17.  Echipa sa era programată să conducă aselenizarea Apollo 13, dar când aselenizarea a fost anulată ca rezultat al unei explozii al rezervorului de oxigen, aceasta a jucat un rol primordial în aducerea în siguranță a astronauților pe Pământ. După finalizarea Programului Apollo, Gerry a servit și în alte funcții la NASA, inițial în diferite poziții la sediul central al NASA, în Washington, D.C., apoi ca director adjunct la Dryden, (acum Armstrong), Centrul de Cercetare a Zborurilor, în California și după aceea ca director adjunct la Centrul Spațial Kennedy în Florida. În 1982, Griffin s-a întors la Houston ca director al Centrul Spațial Johnson.
Gerry Griffin s-a retras devreme de la NASA, în 1986, urmând să devină director executiv pentru diferite companii și organizații legate de spațiu și non-spațiu din sectorul privat. În prezent, Gerry a rămas activ în diferitele activități la nivel superior. Este de asemenea și consultant tehnic și de management pentru o ramură largă de clienți.
Interpretând rolul în viața reală ca director de zbor în timpul tulburărilor de zbor ale misiunii Apollo 13, Gerry a fost consultant tehnic pentru filmul Apollo 13. Mai târziu, a devenit consultant tehnic dar și actor pentru filmele Contact și Deep Impact. Recent, Gerry a fost consultant și pentru filmul Apollo 18. Este membru al Screen Actors Guild⁠(en)[traduceți].
Gerry este pilot de aviație activ și proprietar de aeronave și deține de asemenea o licență comercială cu un rating instrumental pentru aeronave cu un singur motor, aeronave și elicoptere cu mai multe motoare.

## Anii de început
Gerry și fratele său geamăn, Richard L. "Larry" Griffin, s-au născut pe 25 decembrie 1934, în Athens, Texas, tatăl lor fiind  Herschel Hayden Griffin (1903–1989) și Helen Elizabeth Boswell Griffin (1904–1947). În 1944, familia s-a mutat în Fort Worth, Texas, Gerry absolvind colegiul Arlington Heights în 1952. În timpul liceului, Gerry a făcut parte din echipa de cercetași americană, primind gradul de Cercetaș Vultur (Eagle Scout) în 1951 la vârsta de 16 ani. În timpul liceului, a început colaborarea de lungă durată cu armată prin intermediul programului federal, Junior Reserve Officer Training Corps și mai târziu prin intermediul programului de training, Reserve Officers' Training Corps
În 1952, a intrat la Colegiul Agricol și Mecanic din Texas, acum fiind denumit Texas A&M University pentru a studia inginerie aeronautică. A fost membru al faimosului Corp de Cadeți ai Universității A&M timp de 4 ani și a fost delegat ca Locotenent Secund în Forțele Aeriene ale Statelor Unite ale Americii. În 1956 a urmat absolvirea, fiind licențiat în știință. După absolvire, Gerry a început să lucreze pentru compania de aeronave, Douglas în Long Beach, California.

## Funcții
- Director al Comerica Bank of the Hills, Kerrville, Texas [5]
- Membru Consiliului Consultativ al MEI Technologies, Inc. și AlphaSpace LLC, ambele în Houston, Texas;  [5]
- Membru Consiliului Consultativ al Stației de Inginerie Experimentală A&M Texas [5]
- Fost membru al Consiliului Coordonator al Învățământului Superior din Texas [5]
- Fost mandatar al Universității de Cercetare Spațială [5]
- Fost președinte al TAMU 12th Man Foundation [5]
- Fost președinte și director executiv al Camerei de Comerț din Houston [6]
- Fost director general al firmei Korn/Ferry International din Houston [6]
- Consultant senior al firmei Korn/Ferry International [6]
- Președinte al consiliului corporației Comarco, Inc. [6]
- Membru al Institutului American de Aeronautică și Astronautică [5]
- Membru al Societății de Astronautică Americană [5]

## Onoruri
- Purtator al premiului TAMU Distinguished Alumnus [5]
- Purtător al premiului de onoare TAMU al Corpului de Cadeți [5]
- Purtător al premiului de onoare TAMU al absolvenților Colegiului de Inginerie [5]
- Purtător al premiului de onoare TAMU al departamentului de Inginerie Aerospațială [5]
- Purtător al gradului onorific de doctor în scrisori umane de la Universitatea Houston Clear Lake [5]
- Purtator al premiului de inginer eminent, Tau Beta Pi [4]